# Halothamnus somalensis
Halothamnus somalensis är en amarantväxtart som först beskrevs av Nicholas Edward Brown, och fick sitt nu gällande namn av Viktor Petrovitj Botjantsev. Halothamnus somalensis ingår i släktet Halothamnus och familjen amarantväxter. Inga underarter finns listade i Catalogue of Life.

## Bildgalleri

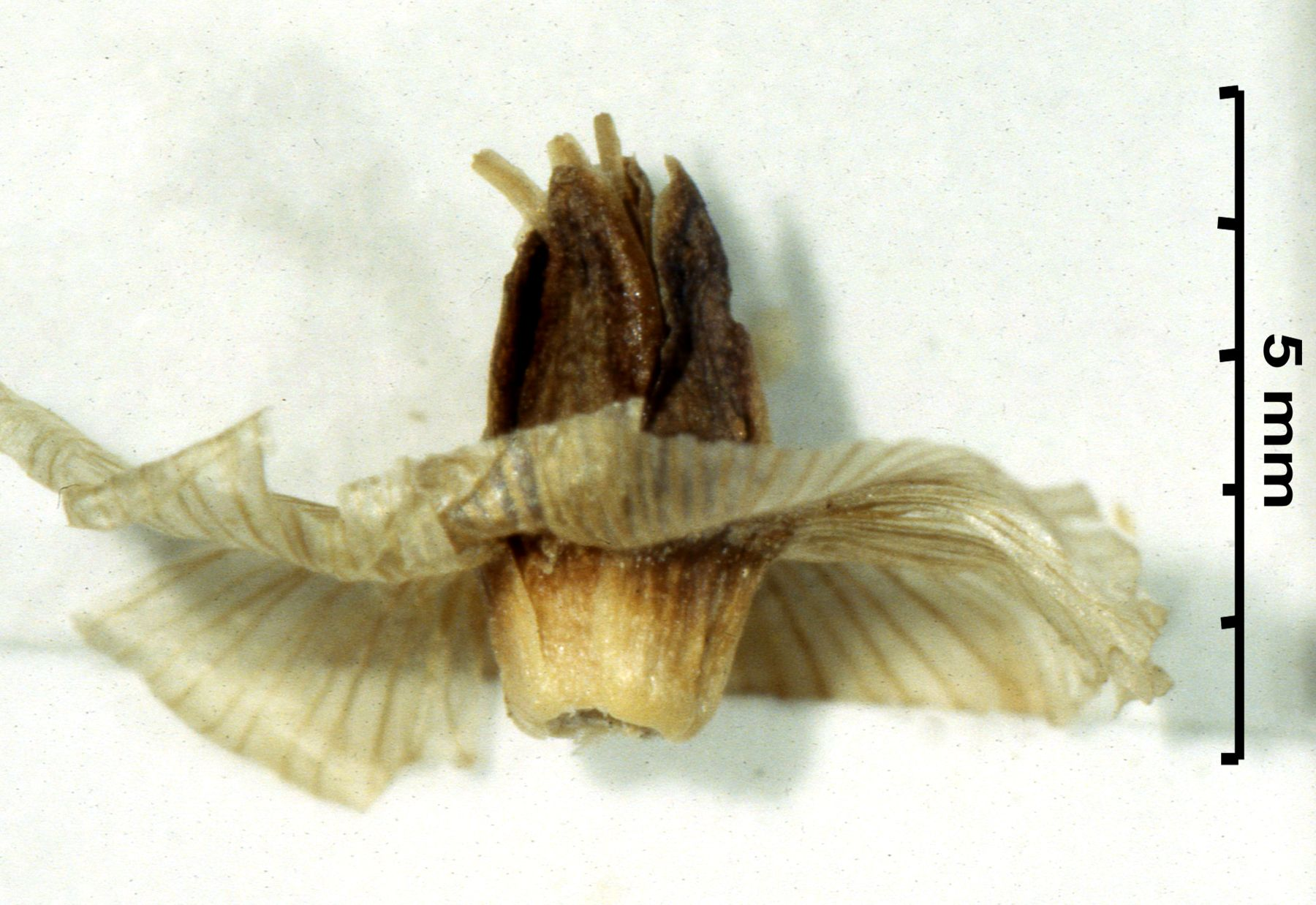
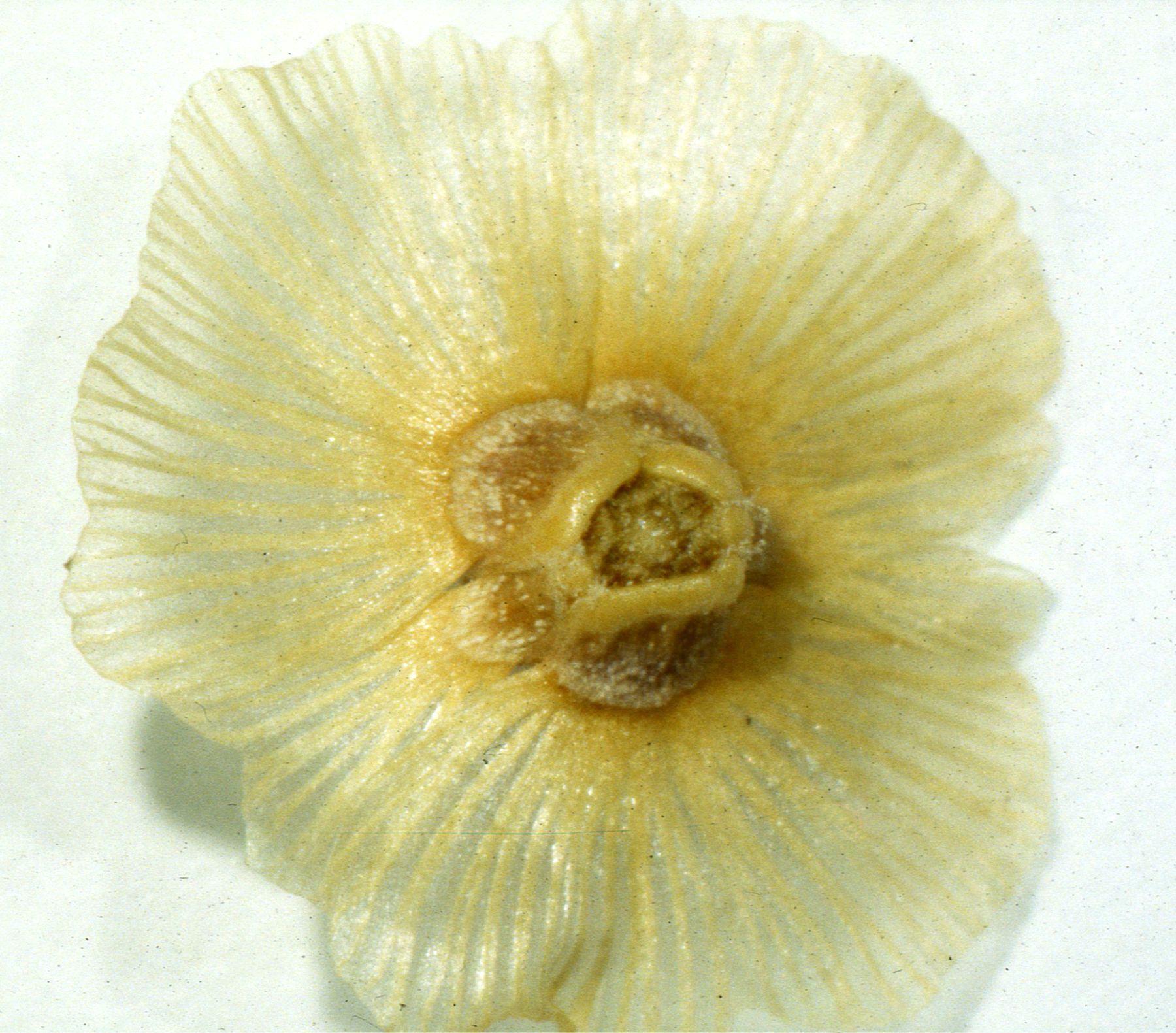